# Saga (linfärja)
M/S Saga är en av Trafikverket Färjerederiets linfärjor. Hon byggdes i Nystad, Finland och levererades 2010 För att sättas in på Hamburgsundsleden mellan Hamburgsund - Hamburgö.
Färjan har en vinsch för en elkabel, som matar ut respektive hämtar in kabeln när färjan rör sig. Elkabeln är kopplad till elnätet på Hamburgösidan. Färjan har en kapacitet på 18 personbilar per tur.